# Domackerstraße 54 (Bergheim)

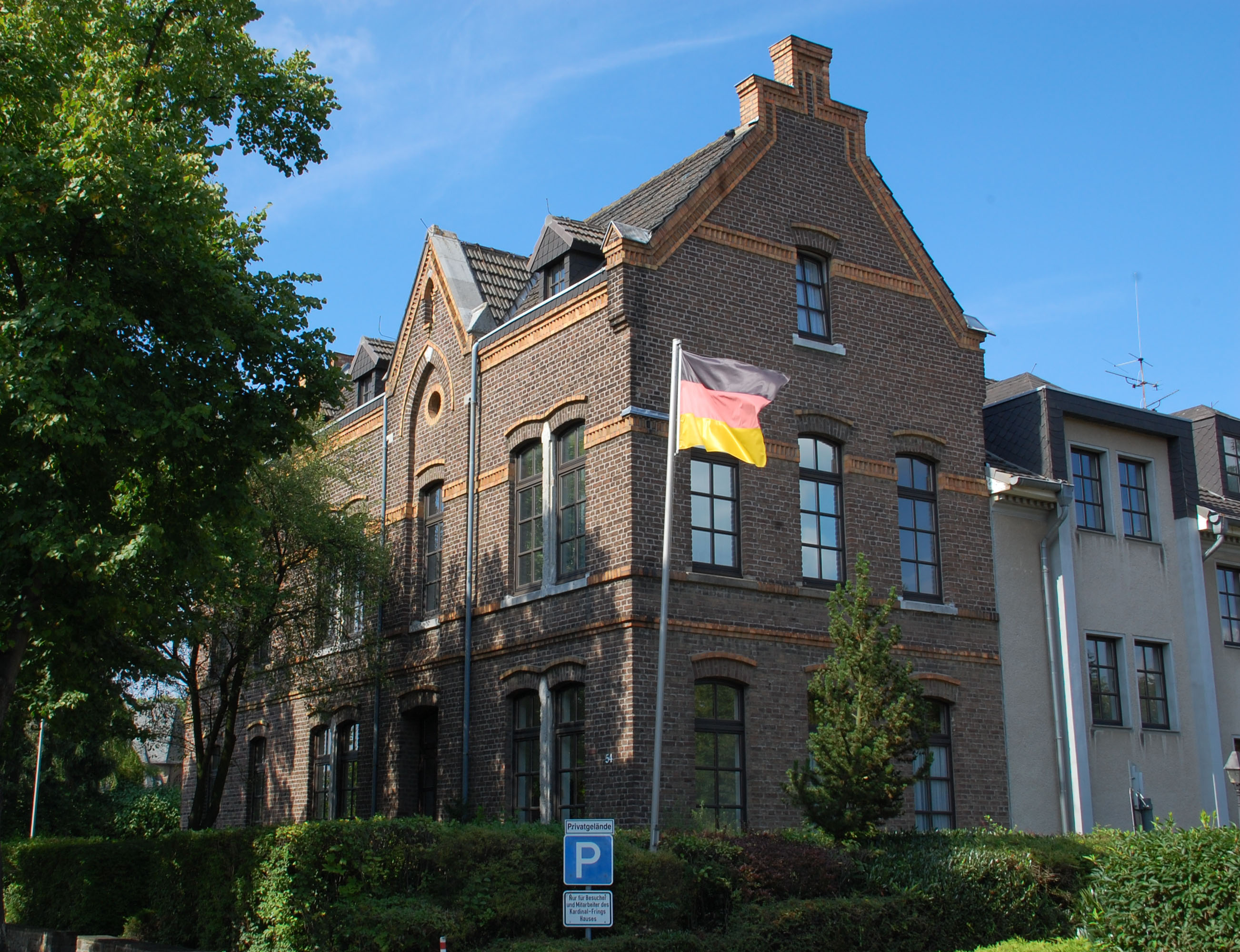
Das Kardinal-Frings-Haus in Quadrath-Ichendorf

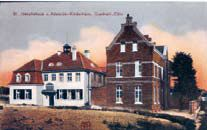
Ältere Postkartenansicht des Kardinal-Frings-Hauses

Das denkmalgeschützte Gebäude in der Domackerstraße 54 befindet sich in Quadrath-Ichendorf, einem der 15 Stadtteile der Kreisstadt Bergheim im Rhein-Erft-Kreis gelegen. Das Haus wird auch Kardinal-Frings-Haus genannt.

## Geschichte
Rund 8000 Reichsmark stellte die Familie Beissel von Gymnich im Jahr 1889 zum Ankauf eines Grundstückes und zum Bau eines Krankenhauses zur Verfügung. Der Grundstein für das heutige Kardinal-Frings-Haus war damit gelegt. 1890 bis 1891 wurde das Anwesen als Kloster (St. Josephshaus) errichtet und von der Pfarrei den Schwestern des Ordens des hl. Vinzenz von Paul übertragen. Es diente zugleich auch als Kindergarten und Waisenhaus. Dank einer Stiftung der Familie von Oppenheim konnte im Jahr 1919 ein Anbau angefügt werden. 1921 zogen die Vinzentianerinnen aus und wurden durch Franziskaner-Schwestern abgelöst. Die Franziskanerinnen von der Heiligen Familie führten das Haus bis 1968. Dann wurde es bis 1978 von weltlichen Kräften als Altenheim geführt. Schließlich diente es bis 2005 als Unterkunft für das Katholische Bildungswerk Rhein-Erft.

## Heutige Nutzung
Noch immer gehört es der Kirchengemeinde St. Laurentius und ist Sitz des katholischen Schulreferates des Rhein-Erft-Kreises.

## Architektur
Das Kardinal-Frings-Haus ist ein zweigeschossiges Backsteingebäude aus dem Ende des 19. Jahrhunderts. 1919 erweiterte man es um einen repräsentativen zweigeschossigen verputzten Trakt an der Rückseite. Ein flacher übergiebelter Risalit betont die zur Straße hin gelegene Seite des Backsteingebäudes. Darin befindet sich im Erdgeschoss der stichbogige Eingang. In einer Nische des Giebels ist eine Muttergottesfigur zu sehen. Die stichbogigen Fenster besitzen Blendrahmen aus gelbem Ziegelmaterial und Werksteinfensterbänke. Der jüngere, verputzte Trakt ist durch einen übergiebelten Mittelrisalit zur Gartenseite hin repräsentativ gestaltet. An das Haus schließt sich ein parkartiger Garten an.

## Denkmal
Das Kardinal-Frings-Haus ist unter der Denkmalnummer 133 in die Liste der Baudenkmäler in Quadrath-Ichendorf eingetragen. Die Beschreibung lautet:
„Zweigeschossiges Backsteingebäude, 1919 um einen zweigeschossigen, verputzten Trakt an der Rückseite erweitert. Bis 1968 Nutzung als Kloster (St. Josephhaus), bis 1978 als Altenheim, bis 2005 durch das Katholische Bildungswerk Rhein-Erft“.